# Дистаннид молибдена
Дистаннид молибдена — бинарное интерметаллическое неорганическое соединение
молибдена и олова
с формулой MoSn2,
кристаллы.

## Получение
- Сплавление под давлением стехиометрических количеств чистых веществ:

{\displaystyle {\mathsf {Mo+2Sn\ {\xrightarrow {800^{o}C}}\ MoSn_{2}}}}

## Физические свойства
Дистаннид молибдена образует парамагнитные кристаллы
гексагональной сингонии,
пространственная группа P 6222,
параметры ячейки a = 0,5488 нм, c = 1,4171 нм, Z = 6,
структура типа никельдимагния Mg2Ni
.
Соединение образуется по перитектической реакции при температуре 800°С .